# سیف‌الله غیاثوند
سیف‌الله غیاثوند، پزشک و سرهنگ ارتش ایران، سرپرست کل بهداری‌های جبهه جنگ در جنگ ایران و عراق، و گفته می‌شود یکی از اعضای حزب توده ایران بود. قیاسوند در سال ۱۳۳۱ به دنیا آمد. بسیاری از مجروحان جنگی، که جان بدر برده‌اند، زندگی خودشان را مدیون این پزشک و انسان شریف هستند.
از زندان اوین، به قزل حصار منتقل شد. در همان بدو ورود هفت نفر از تازه منتقل شده‌ها را به جرم خط دهی به زیر هشت بردند و سه شبانه روز سرپا نگهداشتند و کوبیدند. یکی از آن هفت نفر سرهنگ، قیاسوند بود که مردانه تا پایان ایستاد و جلوی زندان‌بانان زانو نزد! همه آن‌ها که در بندهای مختلف سیف‌الله قیاسوند را دیده بودند، از شخصیت و منشی والای انسانی او ستایش می‌کردند. سیف‌الله قیاسوند در جریان اعدام زندانیان سیاسی (تابستان ۱۳۶۷)، جزو کسانی بود که همراه دیگر اعضای حزب توده ایران اعدام شد.